# Rhinolophus landeri
Rhinolophus landeri es una especie de murciélago de la familia Rhinolophidae.

## Distribución geográfica
Se encuentra en África.

## Hábitat
Su hábitat natural son: sabanas áridas y húmedas, cuevas, y los lugares subterráneos.